# Шубино (городской округ Домодедово)
Шубино — село в городском округе Домодедово Московской области.

## География
Находится в южной части Подмосковья, на расстоянии приблизительно 18 км на юго-восток по прямой от железнодорожной станции Домодедово.

## История
Известно с 1578 года как село, пожалованное суздальскому епископу Варламу. В 1629 году отмечено 9 дворов, в 1794 году была построена Успенская церковь.

## Население
| 2002 | 2010 |
| ---- | ---- |
| 731  | ↘29  |

Постоянное население составляло 731 человек в 2002 году (русские 83 %), 29 в 2010.

## Достопримечательности
- Церковь Успения Пресвятой Богородицы, расположена на подворье Новодевичьего монастыря, подчиняется благочинному монастырей.